# 耶律虎古
耶律虎古（やりつ ここ、生没年不詳）は、遼（契丹）の政治家。字は海隣。契丹六院部の夷離菫耶律覿烈の孫にあたる。

## 経歴
保寧初年、御盞郎君に任じられた。保寧10年（978年）、北宋への使者に赴いて帰国すると、宋が北漢を滅ぼそうと企図していると景宗に報告した。燕王韓匡嗣は虎古の見立てに反対して、戦争の準備を止めさせた。乾亨元年（979年）、虎古の予見通りに宋は北漢を攻撃した。景宗は虎古の意見を聞き入れなかったことを悔やんで、虎古を涿州刺史に任じた。
統和初年、皇太后が称制すると、虎古は上京臨潢府に召しだされた。韓徳譲と対立してその怒りを買い、護衛に戎仗で頭を一撃されて、死去した。
子に耶律磨魯古があった。

## 伝記資料
- 『遼史』巻82 列伝第12